# Xiaozhai Tiankeng
El Xiaozhai Tiankeng (en chino, 天坑地缝), es el pozo más grande y profundo del mundo. Está situado en el condado de Fengjie del municipio de Chongqing, China.
Xiaozhai Tiankeng literalmente significa «gran agujero del cielo detrás del pequeño pueblo».

## Dimensiones
El Xiaozhai Tiankeng tiene 626 metros de largo, 537 metros de ancho, y entre 511 y 662 metros de profundidad, con paredes verticales. Su volumen es de 119 349 000 m³ y la superficie de su abertura es de 274 000 m². Este material ha sido disuelto y arrastrado por el río. El sumidero es una estructura doblemente anidada: el depósito superior tiene 320 metros de profundidad, el depósito inferior tiene 342 metros de profundidad y ambos depósitos tienen un promedio de 257 a 268 metros de ancho. Entre ambos peldaños hay una cornisa inclinada, formada por la tierra atrapada en la caliza. En la temporada de lluvias, se puede ver una cascada en la boca del sumidero.

## Descubrimiento
El Xiaozhai Tiankeng fue descubierto por especialistas en 1994 durante la búsqueda de un nuevo sitio de exploración para los espeleólogos británicos en el China Caves Project. De hecho, era bien conocido por la gente de la zona desde la antigüedad. Xiaozhai es el nombre de un pueblo abandonado cercano y significa literalmente «pequeño pueblo», y tiankeng significa «agujero del cielo», un nombre regional único para los sumideros en China. Se ha construido una escalera de 2800 escalones para facilitar el turismo.

## Río y cueva subterráneos

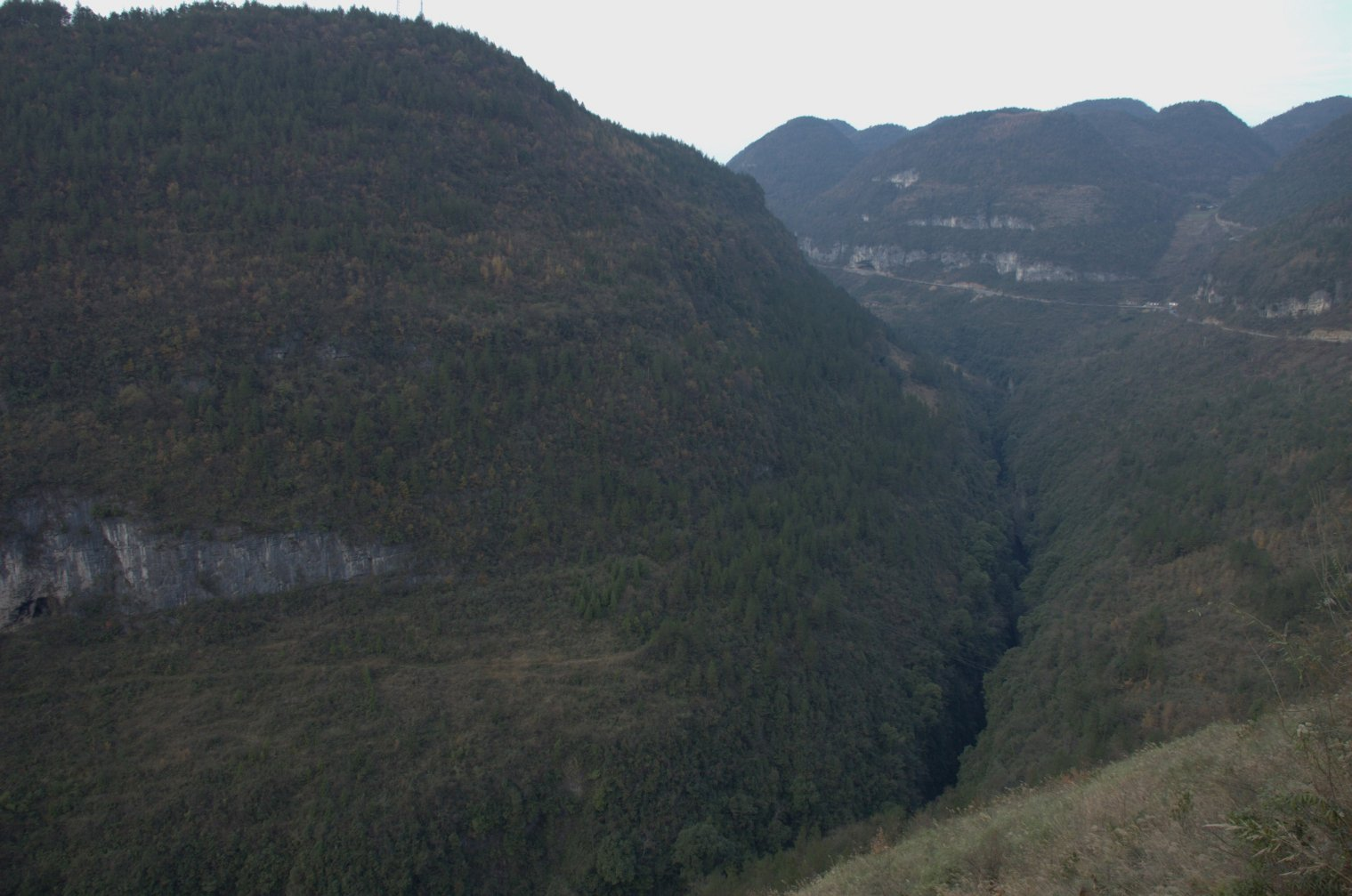

El Tiankeng se formó sobre la cueva de Difeng, que a su vez había sido formada por un poderoso río subterráneo que aún fluye bajo el sumidero. El río subterráneo comienza en el desfiladero de la fisura de Tianjing y alcanza un acantilado vertical sobre el río Migong, formando una cascada de 4 metros de altura. La longitud de este río subterráneo es de aproximadamente 8.5 km y durante su recorrido cae 364 metros. El caudal medio anual de este río es de 8.77 m³ por segundo, pero puede alcanzar los 174 m³/s. Tanto el río como la Cueva de Difeng fueron explorados y mapeados por China Caves Project en 1994.

## Flora y fauna
Existen 1285 especies de plantas, incluyendo el ginkgo, y muchos animales raros como la pantera nebulosa han sido encontrados en el sumidero.